# Lipcówka Kolorowa
Grusza 'Lipcówka Kolorowa' – odmiana uprawna (kultywar) gruszy należąca do grupy grusz zachodnich, odmiana letnia, otrzymana w Rouen, we Francji przez Boisbunela w roku 1857, jako siewka nieznanego pochodzenia.

## Morfologia
PokrójDrzewo rośnie średnio silnie czasem silnie. Tworzy koronę wyniosłą, wąskostożkowatą, dość luźną, mało rozgałęzioną, z gałęziami zwisającymi, łatwą do formowania.
OwoceMałe do średnich, jajowatego kształtu, najszersze w połowie długości. W plonie owoce są wyrównane pod względem kształtu i wielkości. Skórka niezbyt gruba, krucha, lekko błyszcząca, zielonkawożółta, czasem z delikatnym pomarańczowym, rozmyto-paskowanym rumieńcem. Przetchlinki bardzo drobne, szare. Szypułka średniej długości, często wygięta. Zagłębienie szypułkowe płytkie, regularne, z ordzawieniem. Kielich duży, otwarty. Miąższ barwy zielonkawokremowej jest średnioziarnisty, mało soczysty.

## Zastosowanie
Odmiana wybitnie amatorska, deserowa. Jej zaletą jest bardzo wczesne dojrzewanie, w Polsce uważana niegdyś za najlepszą odmianę spośród odmian letnich. Obecnie rzadko spotykana. Popularna w uprawie amatorskiej w Austrii, Niemczech i we Francji.

## Uprawa
W okres owocowania wchodzi wcześnie, w 3-4 roku po posadzeniu. Owocuje obficie, przeważnie przemiennie.

### Podkładka i stanowisko
Z pigwą zrasta się, lecz rośnie słabo, dlatego zaleca się uprawiać ją na siewkach gruszy kaukaskiej.

### Zdrowotność
Odporność na mróz niska. Kwitnie bardzo wcześnie i jest dobrym zapylaczem dla wielu odmian. Odmiana o wysokiej odporności na parcha.

### Zbiór i przechowywanie
Owoce dojrzewają w okresie od początku drugiej dekady lipca do końca lipca. Ponieważ dojrzewanie jest nierównomierne, powinno zbierać się owoce dość twarde. Do spożycia jest dobra tylko przez kilka dni po zbiorze, szybko bowiem przejrzewa, owoce robią się kaszkowate i pękają. W chłodni można ją przechować tylko przez 2-3 tygodnie. Zebrane niedojrzałe dość dobrze znoszą transport.